# Belfort van Gembloers
Het Belfort van Gembloers is het historische belfort van de Waalse stad Gembloers.
In 2005 werd het belfort van Gembloers op de werelderfgoedlijst van de UNESCO geplaatst als onderdeel van de groepsinschrijving van 56 belforten in België en Frankrijk.
De klokkentoren van 35m hoog behoorde tot de vroegere kerk Saint-Sauveur van de Abdij van Gembloers die werd afgebroken. De onderbouw van de toren gaat terug tot de 10e eeuw en maakte mogelijk nog onderdeel uit van het plaatselijke kasteel van de adellijke familie van de heilige Guibertus van Gembloers. In de toren hangt er een beiaard met 47 klokken.